# 1993 TQ

1993 TQ

1993 TQ är en asteroid i huvudbältet som upptäcktes den 9 oktober 1993 av de båda japanska astronomerna Seiji Shirai och Shuji Hayakawa vid Hidaka-observatoriet.
Asteroiden har en diameter på ungefär 14 kilometer.